# Diplomystes chilensis
The tollo de agua dulce (Diplomystes chilensis) là một loài cá thuộc họ Diplomystidae. Nó là loài đặc hữu của Chile. It is regarded as an endangered species.